# 성인가요콘서트
성인가요콘서트는 아이넷TV에서 자체 제작하여 방송되는 음악 프로그램이다.

## 방송 회차
| 회차  | 제목                                                                                         |
| ----- | -------------------------------------------------------------------------------------------- |
| 1회   | 부산편 1차                                                                                   |
| 2회   | 부산편 2차                                                                                   |
| 3회   | 부산편 3차                                                                                   |
| 4회   | 부산편 4차                                                                                   |
| 5회   | 인천편 1차                                                                                   |
| 6회   | 인천편 2차                                                                                   |
| 7회   | 인천편 3차                                                                                   |
| 8회   | 인천편 4차                                                                                   |
| 9회   |                                                                                              |
| 10회  |                                                                                              |
| 11회  |                                                                                              |
| 12회  |                                                                                              |
| 13회  | 부산편                                                                                       |
| 14회  | 부산편                                                                                       |
| 15회  | 경북 울진편                                                                                  |
| 16회  | 부산편                                                                                       |
| 17회  | 부산편                                                                                       |
| 18회  | 경북 울진편                                                                                  |
| 19회  |                                                                                              |
| 20회  | 울산편 1차                                                                                   |
| 21회  |                                                                                              |
| 22회  | 인천편 5차                                                                                   |
| 23회  | 인천편 6차                                                                                   |
| 24회  | 경북 영천편 1차                                                                              |
| 25회  | 서울편 1차                                                                                   |
| 26회  | 서울편 2차                                                                                   |
| 27회  |                                                                                              |
| 28회  | 전남 무안편 1차                                                                              |
| 29회  | 전남 영암편 2차                                                                              |
| 30회  | 인천편 8차                                                                                   |
| 31회  | 인천편 9차                                                                                   |
| 32회  | 경북 영천편 2차                                                                              |
| 33회  | 전남 무안편 2차                                                                              |
| 34회  | 인천편 10차                                                                                  |
| 35회  |                                                                                              |
| 36회  | 충남 당진편 1차                                                                              |
| 37회  | 충남 당진편 2차                                                                              |
| 38회  | 충남 당진편 3차                                                                              |
| 39회  |                                                                                              |
| 40회  | 부산편 14차                                                                                  |
| 41회  |                                                                                              |
| 42회  |                                                                                              |
| 43회  |                                                                                              |
| 44회  |                                                                                              |
| 45회  |                                                                                              |
| 46회  |                                                                                              |
| 47회  | 전남 함평편 1차                                                                              |
| 48회  |                                                                                              |
| 49회  | 울산편 3차                                                                                   |
| 50회  | 울산편 4차                                                                                   |
| 51회  |                                                                                              |
| 52회  | 대구편                                                                                       |
| 53회  | 대구편                                                                                       |
| 54회  |                                                                                              |
| 55회  |                                                                                              |
| 56회  |                                                                                              |
| 57회  |                                                                                              |
| 58회  |                                                                                              |
| 59회  |                                                                                              |
| 60회  |                                                                                              |
| 61회  | 전남 고흥편 1차                                                                              |
| 62회  | 경남 마산편 1차 마산어시장 전어 축제                                                         |
| 63회  |                                                                                              |
| 64회  | 충북 충주편 1차                                                                              |
| 65회  | 충남 부여편 1차 백제 문화제                                                                  |
| 66회  | 경북 경주편 1차                                                                              |
| 67회  | 경남 창원편 1차                                                                              |
| 68회  | 충북 증평편 1차                                                                              |
| 69회  | 경북 구미편 1차                                                                              |
| 70회  | 경북 경주편 2차                                                                              |
| 71회  | 전남 무안편 3차                                                                              |
| 72회  | 강원 춘천편 1차                                                                              |
| 73회  | 경북 포항편 1차                                                                              |
| 74회  | 전남 해남편 1차                                                                              |
| 75회  | 대구편 1차                                                                                   |
| 76회  | 울산편 5차                                                                                   |
| 77회  | 서울편 3차                                                                                   |
| 78회  | 서울편 4차                                                                                   |
| 79회  |                                                                                              |
| 80회  | 전북 남원편 1차 제77차 춘향제 축하공연                                                       |
| 81회  | 인천편 11차 2014 인천 아시안게임 성공 기원                                                   |
| 82회  | 경북 김천편 1차                                                                              |
| 83회  | 서울편 5차                                                                                   |
| 84회  | 경북 영주편 1차                                                                              |
| 85회  | 경남 진주편 1차                                                                              |
| 86회  | 경북 풍기편 1차                                                                              |
| 87회  | 충남 홍성편 1차                                                                              |
| 88회  | 경기 용인편 1차                                                                              |
| 89회  | 부산편 17차                                                                                  |
| 90회  | 경남 김해편 1차                                                                              |
| 91회  | 강원 춘천편 2차                                                                              |
| 92회  |                                                                                              |
| 93회  |                                                                                              |
| 94회  | 울산편 6차                                                                                   |
| 95회  | 인천편 12차                                                                                  |
| 96회  | 대구편 4차                                                                                   |
| 97회  | 대구편 5차                                                                                   |
| 98회  | 경북 상주편 1차                                                                              |
| 99회  | 부산편 16차                                                                                  |
| 100회 | 대구편 6차                                                                                   |
| 101회 | 경북 포항편 2차                                                                              |
| 102회 | 경북 영천편 3차                                                                              |
| 103회 | 부산편 19차 부산 기장 철마 한우 축제                                                         |
| 104회 | 인천편 13차                                                                                  |
| 105회 | 부산편 20차                                                                                  |
| 106회 | 경북 포항편 3차                                                                              |
| 107회 | 경북 경주편 3차                                                                              |
| 108회 | 부산편 21차                                                                                  |
| 109회 | 경북 포항편 4차                                                                              |
| 110회 | 충남 광천편 1차                                                                              |
| 111회 | 경북 포항편 5차                                                                              |
| 112회 | 울산편 7차                                                                                   |
| 113회 | 경남 사천편 1차                                                                              |
| 114회 | 경북 경주편 4차                                                                              |
| 115회 | 경남 하동편 1차                                                                              |
| 116회 | 경남 거창편 1차                                                                              |
| 117회 |                                                                                              |
| 118회 | 경남 합천편 1차                                                                              |
| 119회 | 경기 부천편 2차                                                                              |
| 120회 | 경북 안동편 1차                                                                              |
| 121회 | 경남 창원편 1차                                                                              |
| 122회 | 대구편 7차                                                                                   |
| 123회 | 울산편 8차                                                                                   |
| 124회 | 경북 경주편 5차                                                                              |
| 125회 | 서울편 6차 으뜸 양천 열린음악회                                                              |
| 126회 | 경남 고성편 1차                                                                              |
| 127회 | 부산편 22차 제2회 금정산성 막걸리 축제                                                       |
| 128회 | 전남 광양편 1차                                                                              |
| 129회 | 대구편 8차                                                                                   |
| 130회 | 대구편 9차                                                                                   |
| 131회 |                                                                                              |
| 132회 | 부산편 23차 부산 사상구 티브로드 낙동방송과 함께하는                                         |
| 133회 | 서울편 7차 강서구 허준 축제                                                                  |
| 134회 | 경남 진주편 2차                                                                              |
| 135회 | 경북 포항편 6차                                                                              |
| 136회 | 충남 천안편 1차                                                                              |
| 137회 | 경기 안산편 1차 스마트허브 제35주년 기념                                                     |
| 138회 | 광주편 1차                                                                                   |
| 139회 | 경북 포항편 7차                                                                              |
| 140회 | 경기 안성편 1차                                                                              |
| 141회 | 부산편 24차 부산시민과 함께하는                                                              |
| 142회 | 대구편 10차 대구 근대골목 한국 관광의 별 선정 1주년 기념 음악회 티브로드 대구방송과 함께하는 |
| 143회 | 전북 전주편 2차 전주시민과 함께하는                                                          |
| 144회 | 서울편 8차 동대문구민의 날 기념                                                              |
| 145회 | 서울편 9차 CJ 헬로비전 은평방송과 은평구민이 함께하는                                        |
| 146회 | 경북 경산편 1차                                                                              |
| 147회 | 인천편 15차 계양 구민의 날 기념 구민화합                                                     |
| 148회 | 경기 의정부편 1차 CJ 헬로비전 나라방송과 함께하는                                            |
| 149회 | 경북 영천편 4차 영천 한약 과일 축제                                                          |
| 150회 | 인천편 16차 영종국제도시 티브로드 인천방송과 함께하는                                        |
| 151회 | 경북 김천편 2차 현대 HCN 새로넷방송과 함께하는 김천시민의 날 기념                            |
| 152회 | 경남 사천편 2차 제9회 경남 사천 항공 우주엑스포 특집                                         |
| 153회 | 강원 원주편 1차                                                                              |
| 154회 | 강원 원주편 2차                                                                              |
| 155회 | 부산편 25차 조방 이끌리네 축제 기념                                                          |
| 156회 | 강원 춘천편 3차 춘천시민의 날 기념                                                           |
| 157회 | 전남 목포편 1차 CJ 헬로비전 호남방송과 함께하는                                              |
| 158회 | 강원 춘천편 4차 CJ 헬로비전 강원방송 출범 기념                                               |
| 159회 | 전남 진도편 1차 제7회 한국 수산업 경영인 전라남도대회 기념                                   |
| 160회 | 경남 사천편 3차 제10회 경남 사천 항공 우주엑스포 특집                                        |
| 161회 | 대구편 11차 스마트 320M 출시 기념 티브로드 대경방송과 함께하는                               |
| 162회 | 인천편 17차 티브로드 인천방송과 함께하는                                                     |
| 163회 | 부산편 26차 320M 인터넷 출시 기념 티브로드 서부산방송과 함께하는                             |
| 164회 | 대구편 12차 현대 HCN 금호방송 개국 20주년 기념 북구 주민을 위한                              |
| 165회 | 경북 영천편 5차 제8회 경북 우수시장 상품전시회 기념                                          |
| 166회 | 월드투어 현철과 떠나는 일본여행 1차                                                          |
| 167회 | 강원 원주편 3차 원주시민 화합 기원 CJ 헬로비전 영서방송과 함께하는                           |
| 168회 | 월드투어 양하영 콘서트 in 후쿠오카 1차                                                       |
| 169회 | 월드투어 배일호와 떠나는 중국여행 1차                                                        |
| 170회 | 월드투어 현철/장민호와 떠나는 일본여행 2차                                                   |
| 171회 | 월드투어 진성과 떠나는 일본여행 1차                                                          |
| 172회 | 월드투어 송대관과 떠나는 일본여행 1차                                                        |
| 173회 | 월드투어 일본 나가사키 1차                                                                   |
| 174회 | 월드투어 일본 야마구치 1차                                                                   |
| 175회 | 월드투어 박일준과 떠나는 일본여행 1차                                                        |
| 176회 | 월드투어 중국 연태 1차                                                                       |
| 177회 | 월드투어 일본 야마구치 2차                                                                   |
| 178회 | 월드투어 일본 야마구치 3차                                                                   |
| 179회 | 월드투어 일본 야마구치 4차                                                                   |
| 180회 | 경기 포천편 1차 제3회 포천 한우 축제 기념 CJ 헬로비전 나라방송과 함께하는                    |
| 181회 | 월드투어 일본 야마구치&벳부 5차                                                              |
| 182회 | 강원 춘천편 5차 대한민국 마을기업 한마당장터 기념 CJ 헬로비전 강원방송과 함께하는            |
| 183회 | 대구편 13차 달서구민을 위한 티브로드 티씨엔방송과 함께하는                                   |
| 184회 | 월드투어 일본 오사카 1차                                                                     |
| 185회 | 경남 사천편 4차 제11회 경남 사천 항공 우주엑스포 특집                                        |
| 186회 | 월드투어 일본 야마구치&기타규슈 6차                                                          |
| 187회 | 월드투어 일본 오사카 2차                                                                     |
| 188회 | 경북 구미편 3차 제9회 경북 우수시장 상품전시회 기념                                          |
| 189회 | 인천편 18차 제2회 청라국제도시 한마음 가요 축제                                              |
| 190회 | 부산편 27차 부산 강서구민과 티브로드가 함께하는                                              |
| 191회 | 월드투어 일본 오사카 3차                                                                     |
| 192회 | 월드투어 일본 오사카 4차                                                                     |
| 193회 | 월드투어 일본 시모노세키 1차                                                                 |
| 194회 | 월드투어 일본 오사카 5차                                                                     |
| 195회 | 월드투어 일본 오사카 6차                                                                     |
| 196회 | 월드투어 일본 오사카 7차                                                                     |
| 197회 | 경남 남해편 2차 남해군민과 서경방송이 함께하는                                               |
| 198회 | 월드투어 일본 야마구치&기타규슈 7차                                                          |
| 199회 | 월드투어 조성희와 함께 떠나는 일본 벳부 음악여행                                             |
| 200회 | 월드투어 일본 오사카 8차                                                                     |
| 201회 | 월드투어 일본 오사카 9차                                                                     |
| 202회 | 월드투어 일본 아소&구마모토 1차                                                              |
| 203회 | 월드투어 일본 야마구치&기타규슈 8차                                                          |
| 204회 | 월드투어 중국 청도 1차                                                                       |
| 205회 | 월드투어 일본 오사카 10차                                                                    |
| 206회 | 월드투어 일본 오사카 11차                                                                    |
| 207회 | 월드투어 일본 오사카 12차                                                                    |
| 208회 | 월드투어 일본 오사카 13차                                                                    |
| 209회 | 월드투어 일본 오사카 14차                                                                    |
| 210회 | 월드투어 일본 오사카 15차                                                                    |
| 211회 | 월드투어 일본 오사카 16차                                                                    |
| 212회 | 월드투어 중국 청도 2차                                                                       |
| 213회 | 월드투어 일본 시모노세키 2차                                                                 |
| 214회 | 월드투어 일본 시모노세키 3차                                                                 |
| 215회 | 월드투어 일본 오사카 17차                                                                    |
| 216회 | 월드투어 일본 오사카 18차                                                                    |
| 217회 | 월드투어 일본 히타&벳부 1차                                                                  |
| 218회 | 월드투어 일본 히타&벳부 2차                                                                  |
| 219회 | 월드투어 김국환과 떠나는 일본여행 (사카이미나토) 1차                                         |
| 220회 | 월드투어 중국 청도 3차                                                                       |
| 221회 | 월드투어 일본 나가사키 2차                                                                   |
| 222회 | 월드투어 일본 오사카 19차                                                                    |
| 223회 | 월드투어 일본 오사카 20차                                                                    |
| 224회 | 월드투어 일본 오사카 21차                                                                    |
| 225회 | 월드투어 일본 오사카 22차                                                                    |
| 226회 | 월드투어 일본 오사카 23차                                                                    |
| 227회 | 월드투어 일본 오사카 24차                                                                    |
| 228회 | 대구편 14차 KTX 서대구역 건립 기념 티브로드와 함께하는                                       |
| 229회 | 월드투어 진시몬과 함께하는 러시아 블라디보스토크 콘서트 1차                                  |
| 230회 | 월드투어 중국 청도 4차                                                                       |
| 231회 | 월드투어 중국 대련 현당 콘서트 1차                                                           |
| 232회 | 월드투어 일본 오사카 25차                                                                    |
| 233회 | 월드투어 일본 오사카 26차                                                                    |
| 234회 | 월드투어 일본 야마구치 9차                                                                   |
| 235회 | 부산편 28차 부산 강서구민 10만명 돌파 기념 티브로드와 함께하는                               |
| 236회 | 월드투어 중국 청도 5차                                                                       |
| 237회 | 월드투어 일본 오사카 27차                                                                    |
| 238회 | 월드투어 일본 오사카 28차                                                                    |
| 239회 | 월드투어 일본 오사카 29차                                                                    |
| 240회 | 월드투어 일본 오사카 30차                                                                    |
| 241회 | 강원 춘천편 6차 춘천시민 생활 체육 대축전 기념                                               |
| 242회 | 경남 김해편 2차 CJ 헬로비전 가야방송과 함께하는                                              |
| 243회 | 월드투어 일본 오사카 31차                                                                    |
| 244회 | 월드투어 중국 위해 1차                                                                       |
| 245회 | 월드투어 일본 야마구치 10차                                                                  |
| 246회 | 강원 정선편 1차 정선 아리랑시장 50주년 기념                                                  |
| 247회 | 대구편 15차 대구시민과 함께하는                                                              |
| 248회 | 월드투어 중국 청도 6차                                                                       |
| 249회 | 경남 거제편 1차 거제 농수산물 종합 유통센터 개점 1주년 기념                                  |
| 250회 | 월드투어 일본 야마구치 11차                                                                  |
| 251회 | 월드투어 중국 위해 2차                                                                       |
| 252회 | 월드투어 일본 야마구치 12차                                                                  |
| 253회 | 충남 천안편 2차 천안 국제 농기계 자재 박람회 기념                                            |
| 254회 | 월드투어 일본 야마구치 13차                                                                  |
| 255회 | 월드투어 중국 대련 1차                                                                       |
| 256회 | 월드투어 일본 야마구치 14차                                                                  |
| 257회 | 월드투어 중국 청도 7차                                                                       |
| 258회 | 월드투어 일본 오사카 32차                                                                    |
| 259회 | 월드투어 일본 야마구치 15차                                                                  |
| 260회 | 월드투어 일본 야마구치 16차                                                                  |
| 261회 | 월드투어 일본 오사카 33차                                                                    |
| 262회 | 월드투어 일본 오사카 34차                                                                    |
| 263회 | 월드투어 중국 청도 8차                                                                       |
| 264회 | 월드투어 일본 대마도 1차                                                                     |
| 265회 | 월드투어 중국 위해 3차                                                                       |
| 266회 | 월드투어 일본 오사카 35차                                                                    |
| 267회 | 월드투어 일본 오사카 36차                                                                    |
| 268회 | 월드투어 중국 위해 4차                                                                       |
| 269회 | 월드투어 일본 오사카 37차                                                                    |
| 270회 | 경기 의정부편 2차 의정부시민과 함께하는                                                      |
| 271회 | 월드투어 일본 오사카 38차                                                                    |
| 272회 | 월드투어 일본 오사카 39차                                                                    |
| 273회 | 월드투어 일본 오사카 40차                                                                    |
| 274회 | 월드투어 중국 위해 5차                                                                       |
| 275회 | 월드투어 일본 야마구치 17차                                                                  |
| 276회 | 월드투어 일본 야마구치 18차                                                                  |
| 277회 | 월드투어 일본 야마구치 19차                                                                  |
| 278회 | 월드투어 일본 오사카 41차                                                                    |
| 279회 | 월드투어 중국 위해 6차                                                                       |
| 280회 | 월드투어 중국 위해 7차                                                                       |
| 281회 | 월드투어 일본 오사카 42차                                                                    |
| 282회 | 월드투어 일본 오사카 43차                                                                    |
| 283회 | 월드투어 일본 오사카 44차                                                                    |
| 284회 | 월드투어 일본 오사카 45차                                                                    |
| 285회 | 월드투어 일본 오사카 46차                                                                    |
| 286회 | 월드투어 일본 벳부&후쿠오카 1차                                                              |
| 287회 | 월드투어 일본 오사카 47차                                                                    |
| 288회 | 월드투어 일본 오사카 48차                                                                    |
| 289회 | 월드투어 일본 오사카 49차                                                                    |
| 290회 | 월드투어 중국 위해 8차                                                                       |
| 291회 | 월드투어 일본 오사카 50차                                                                    |
| 292회 | 월드투어 일본 벳부&후쿠오카 2차                                                              |
| 293회 | 월드투어 일본 오사카 51차                                                                    |
| 294회 | 월드투어 중국 위해 9차                                                                       |
| 295회 | 월드투어 일본 오사카 52차                                                                    |
| 296회 | 월드투어 중국 위해 10차                                                                      |
| 297회 | 월드투어 일본 기타큐슈&벳부 1차                                                              |
| 298회 | 월드투어 중국 위해 11차                                                                      |
| 299회 | 대구편 16차 대구시 동구 구민화합 어울림 한마당과 함께하는                                    |
| 300회 | 월드투어 일본 오사카 53차                                                                    |
| 301회 | 최고의 노래강사 김정선과 함께 떠나는 야마구치&유다 음악여행                                  |
| 302회 | 월드투어 일본 야마구치 20차                                                                  |
| 303회 | 월드투어 일본 오사카 54차                                                                    |
| 304회 | 월드투어 일본 오사카 55차                                                                    |
| 305회 | 월드투어 일본 기타규슈&벳부 2차                                                              |
| 306회 | 월드투어 일본 히로시마 1차                                                                   |
| 307회 | 월드투어 일본 기타규슈&벳부 3차                                                              |
| 308회 | 월드투어 일본 야마구치 21차                                                                  |
| 309회 | 월드투어 일본 오사카 56차                                                                    |
| 310회 | 월드투어 일본 야마구치 22차                                                                  |
| 311회 | 월드투어 일본 오사카 57차                                                                    |
| 312회 | 월드투어 일본 오사카 58차                                                                    |
| 313회 | 월드투어 중국 위해 12차                                                                      |
| 314회 | 월드투어 일본 사가&기타규슈 1차                                                              |
| 315회 | 월드투어 일본 오사카 59차                                                                    |
| 316회 | 월드투어 일본 오사카 60차                                                                    |
| 317회 | 월드투어 일본 오사카 61차                                                                    |
| 318회 | 월드투어 일본 오사카 62차                                                                    |
| 319회 | 월드투어 일본 오사카 63차                                                                    |
| 320회 | 월드투어 일본 오사카 64차                                                                    |
| 321회 | 월드투어 일본 오사카 65차                                                                    |
| 322회 | 월드투어 일본 오사카 66차                                                                    |
| 323회 | 월드투어 일본 오사카 67차                                                                    |
| 324회 | 월드투어 일본 오사카 68차                                                                    |
| 325회 | 월드투어 일본 오사카 69차                                                                    |
| 326회 | 월드투어 일본 오사카 70차                                                                    |
| 327회 | 월드투어 일본 오사카 71차                                                                    |
| 328회 | 월드투어 일본 오사카 72차                                                                    |
| 329회 | 월드투어 일본 오사카 73차                                                                    |
| 330회 | 월드투어 일본 오사카 74차                                                                    |
| 331회 | 월드투어 일본 기타규슈&사가 1차                                                              |
| 332회 | 월드투어 일본 오사카 75차                                                                    |
| 333회 | 월드투어 일본 오사카 76차                                                                    |
| 334회 | 월드투어 일본 야마구치&후쿠오카 1차                                                          |
| 335회 | 월드투어 일본 오사카 77차                                                                    |
| 336회 | 강원 춘천편 7차 춘천시민 생활 체육 대축전 기념                                               |
| 337회 | 월드투어 일본 오사카 78차                                                                    |
| 338회 | 월드투어 일본 오사카 79차                                                                    |
| 339회 | 월드투어 일본 오사카 80차                                                                    |
| 340회 | 월드투어 일본 오사카 81차                                                                    |
| 341회 | 월드투어 중국 위해 13차                                                                      |
| 342회 | 경남 함양편 1차 함양 물레방아골 축제 기념                                                    |
| 343회 | 경기 의왕편 1차 티브로드 abc방송과 함께하는 의왕 백운 예술제 기념                            |
| 344회 | 경남 거창편 2차 거창 한마당 대축제 기념                                                      |
| 345회 | 부산편 29차 부산 강서구민과 티브로드가 함께하는                                              |
| 346회 | 부산편 30차 CJ 헬로비전과 함께하는 제5회 정관 생태 하천 학습 문화 축제 기념                  |
| 347회 | 월드투어 일본 오사카 82차                                                                    |
| 348회 | 월드투어 일본 오사카 83차                                                                    |
| 349회 | 월드투어 일본 야마구치&후쿠오카 2차                                                          |
| 350회 | 월드투어 중국 위해 14차                                                                      |
| 351회 | 월드투어 중국 위해 15차                                                                      |
| 352회 | 월드투어 일본 기타규슈&벳부 4차                                                              |
| 353회 | 월드투어 일본 야마구치&후쿠오카 3차                                                          |
| 354회 | 월드투어 러시아 블라디보스토크 1차                                                           |
| 355회 | 월드투어 러시아 블라디보스토크 2차                                                           |
| 356회 | 전북 완주편 1차 제4회 완주 곶감 축제 기념                                                    |
| 357회 | 월드투어 중국 석도 1차                                                                       |
| 358회 |                                                                                              |
| 359회 | 월드투어 중국 위해 16차                                                                      |
| 360회 | 월드투어 중국 위해 17차                                                                      |
| 361회 | 월드투어 일본 기타규슈&사가 2차                                                              |
| 362회 | 월드투어 러시아 블라디보스토크 3차                                                           |
| 363회 | 월드투어 일본 야마구치&유다 2차                                                              |
| 364회 | 월드투어 일본 기타규슈&벳부 6차                                                              |
| 365회 |                                                                                              |
| 366회 | 월드투어 일본 사카이미나토 3차                                                               |
| 367회 |                                                                                              |
| 368회 | 월드투어 중국 위해 18차                                                                      |
| 369회 | 월드투어 러시아 블라디보스토크 4차                                                           |
| 370회 |                                                                                              |
| 371회 | 월드투어 중국 19차                                                                           |
| 372회 | 월드투어 러시아 블라디보스토크 5차                                                           |
| 373회 | 대구편 17차 대구시 동구 구민화합 어울림 한마당과 함께하는                                    |
| 374회 | 월드투어 일본 오사카 84차                                                                    |
| 375회 | 월드투어 일본 유다 1차                                                                       |
| 376회 | 월드투어 일본 기타규슈&사가 3차                                                              |
| 377회 | 월드투어 중국 위해 20차                                                                      |
| 378회 | 부산편 31차 제22회 기장 멸치 축제 기념                                                       |
| 379회 |                                                                                              |
| 380회 | 월드투어 일본 기타규슈&벳부 8차                                                              |
| 381회 | 월드투어 일본 야마구치 23차                                                                  |
| 382회 | 월드투어 일본 사가 1차                                                                       |
| 383회 | 경북 경산편 2차 경산 자인 단오제 기념                                                        |
| 384회 |                                                                                              |
| 385회 | 월드투어 중국 위해 22차                                                                      |
| 386회 |                                                                                              |
| 387회 | 월드투어 일본 야마구치 24차                                                                  |
| 388회 | 월드투어 일본 오사카 86차                                                                    |
| 389회 | 월드투어 일본 오사카 87차                                                                    |
| 390회 | 월드투어 일본 오사카 88차                                                                    |
| 391회 | 월드투어 일본 오사카 89차                                                                    |
| 392회 | 월드투어 일본 오사카 90차                                                                    |
| 393회 |                                                                                              |
| 394회 |                                                                                              |
| 395회 | 강원 춘천편 8차 춘천시민 생활 체육 대축전 기념                                               |
| 396회 | 경남 함양편 2차 함양 물레방아골 축제 기념                                                    |
| 397회 | 대구편 18차 대구 달성군민 체육대회 기념                                                      |
| 398회 | 경기 안양편 1차 안양시민과 함께하는                                                          |
| 399회 | 월드투어 중국 위해 24차                                                                      |
| 400회 | 월드투어 인도네시아 1차                                                                      |
| 401회 | 월드투어 브라질 1차                                                                          |
| 402회 | 월드투어 우크라이나 1차                                                                      |
| 403회 |                                                                                              |
| 404회 |                                                                                              |
| 405회 |                                                                                              |
| 406회 |                                                                                              |
| 407회 |                                                                                              |
| 408회 |                                                                                              |
| 409회 |                                                                                              |
| 410회 |                                                                                              |
| 411회 |                                                                                              |
| 412회 | 월드투어 일본 오사카 94차                                                                    |
| 413회 |                                                                                              |
| 414회 | 충남 아산편 1차 제23회 아산시 농업인의 날 기념                                               |
| 415회 | 전북 완주편 2차 제5회 완주 곶감 축제 기념                                                    |
| 416회 |                                                                                              |
| 417회 |                                                                                              |
| 418회 |                                                                                              |
| 419회 |                                                                                              |
| 420회 |                                                                                              |
| 421회 |                                                                                              |
| 422회 |                                                                                              |
| 423회 |                                                                                              |
| 424회 |                                                                                              |
| 425회 |                                                                                              |
| 426회 |                                                                                              |
| 427회 |                                                                                              |
| 428회 |                                                                                              |
| 429회 |                                                                                              |
| 430회 |                                                                                              |
| 431회 |                                                                                              |
| 432회 | 충남 아산편 2차 제58회 아산 성웅 이순신 축제 기념                                            |
| 433회 |                                                                                              |
| 434회 | 대구편 19차 대구 약령시 한방 문화 축제 기념                                                  |
| 435회 |                                                                                              |
| 436회 |                                                                                              |
| 437회 |                                                                                              |
| 438회 |                                                                                              |
| 439회 |                                                                                              |
| 440회 |                                                                                              |
| 441회 |                                                                                              |
| 442회 |                                                                                              |
| 443회 |                                                                                              |
| 444회 |                                                                                              |
| 445회 |                                                                                              |
| 446회 |                                                                                              |
| 447회 |                                                                                              |
| 448회 |                                                                                              |
| 449회 | 인천편 19차 영종국제도시 명명 1주년 기념                                                     |
| 450회 | 경남 거창편 3차 거창 한마당 대축제 기념                                                      |
| 451회 | 부산편 32차 부산 북구 주민과 티브로드가 함께하는                                             |
| 452회 |                                                                                              |
| 453회 |                                                                                              |
| 454회 | 경남 남해편 3차 제27회 남해군민의 날 및 화전문화제 기념                                      |
| 455회 | 부산편 33차 개점 5주년 축하, 롯데몰 동부산점과 함께하는                                      |
| 456회 | 서울편 10차 문화도시 은평, 은평문화재단 출범 5주년 기념                                      |
| 457회 | 경기 의왕편 2차 의왕 백운호수 축제 기념                                                      |
| 458회 | 부산편 34차 제14회 철마 한우불고기 축제 기념                                                 |
| 459회 | 월드투어 일본 유후인&벳부 1차                                                                |
| 460회 | 대구편 20차 대구광역시 우수시장 상품전시회 기념                                              |
| 461회 | 경기 의왕편 3차 의왕 백운호수 축제 기념                                                      |
| 462회 | 충남 천안편 3차 입장 거봉포도 축제 기념                                                      |
| 463회 | 경북 경주편 6차 제2회 경주 감포항 가자미 축제 기념                                           |
| 464회 | 부산편 35차 제14회 부산 고등어 축제 기념                                                     |
| 465회 | 월드투어 일본 유후인&벳부 2차                                                                |
| 466회 | 월드투어 일본 유후인&벳부 3차                                                                |
| 467회 | 월드투어 중국 위해•청도 27차                                                                 |
| 468회 | 월드투어 백두산 힐링콘서트                                                                   |
| 469회 | 월드투어 중국 위해•청도 힐링콘서트                                                           |
| 470회 | 월드투어 벳부•후쿠오카 온천콘서트                                                            |
| 471회 | 월드투어 중국 온주 힐링콘서트                                                                |
| 472회 | 월드투어 일본 나가사키 청춘콘서트                                                            |
| 473회 | 월드투어 중국 온주 힐링콘서트                                                                |
| 474회 | 월드투어 중국 온주 힐링콘서트                                                                |

## 같이 보기
- 가요사랑콘서트 (아이넷TV)
- 아이넷 스타쇼 (아이넷TV)
- 가요무대 (KBS 1TV)
- 열린음악회 (KBS 1TV)
- 전국노래자랑 (KBS 1TV)
- MBC가요베스트 (MBC NET)
- 전국 TOP 10 가요쇼 (CJB)